# Shadowgun: Deadzone
Shadowgun: Deadzone é um jogo eletrônico tcheco de tiro em primeira pessoa desenvolvido e publicado pela Madfinger Games, lançada em 2012. É um spin-off de Shadowgun (2011), que inclui apenas o modo multijogador online. O jogo foi lançado para iOS, Android, Windows, MacOS e Facebook. Shadowgun: Deadzone é um jogo de tiro multijogador puro, os jogadores lutam entre si em vários mapas disponíveis. Neste jogo, você não encontrará modo história e nem chefões, apenas multijogador. A jogabilidade do jogo é ótima e bem fluída, e foi bem recebido pelo os jogadores em geral. 

## Descrição
No DeadZone, ainda não é possível escolher ou montar uma partida. O jogo conta com os modos Deathmatch e Zona de controle, cada um com seus próprios mapas de jogo. No primeiro modo, os jogadores jogam entre si, e no segundo, são divididos entre Shadowguns e Mutantes. Ambas as equipes tentam controlar todas as zonas uma da outra. O jogo permite que você convide amigos para jogar ou compre itens como armas, bombas e kits médicos no Menu.

### ComZone
ComZone é uma versão diferente de Shadowgun: Deadzone. Além disso, Shadowgun: Deadzone traz melhoras à jogabilidade quando comparado com títulos anteriores. Por exemplo, os personagens podem agora correr e rolar pelo campo de batalha para evitar as balas inimigas. Nesta versão existem novos mapas, armas, etc.